# Diogo Costa
Diogo Meireles Costa (Rothrist, 19 de setembro de 1999) é um futebolista português nascido na Suíça que atua como goleiro. Atualmente, joga pelo Porto e pela Seleção Portuguesa. 

## Carreira do clube
Nascido em Rothrist, Argóvia, filho de portugueses, Diogo mudou-se para Santo Tirso aos sete anos de idade. Ingressou na academia do FC Porto em 2011, vindo da Casa do Benfica de Póvoa de Lanhoso.
Costa estreou-se na equipa sénior a 6 de agosto de 2017, numa derrota caseira por 1–2 frente ao Gil Vicente FC pela LigaPro. Ele terminou a temporada com mais 31 partidas, ajudando a terminar em sétimo lugar.
Em 15 de maio de 2018, Costa renovou seu contrato até junho de 2022. Em setembro, ele foi nomeado o Revelação do Ano do clube; no final do mesmo ano, o espanhol Iker Casillas — que começou pela equipe titular — o elogiou, considerando-o como seu "sucessor".
Costa venceu a Liga Jovem da UEFA de 2018–19 com Porto, derrotando o Chelsea por 3–1 na final em Nyon, Suíça, em 29 de abril. Dias depois, após Casillas sofrer um ataque cardíaco, Vaná o substituiu como guarda-redes titular e Costa foi convocado para o banco nos últimos três jogos da temporada, iniciando com uma vitória de 4–0 contra o C.D. Aves em 4 de maio.
Em 25 de setembro de 2019, Costa fez sua estreia na equipa titular na partida de abertura da Taça da Liga, sem sofrer golos na vitória por 1—0 em casa sobre o C.D. Santa Clara. A sua primeira participação na Primeira Liga teve lugar a 10 de Novembro, numa vitória fora de casa por 1–0 sobre o Boavista FC, com o habitual titular Agustín Marchesín a ser suspenso internamente após uma violação da disciplina. Ele fez mais dois até o final da campanha pelos campeões.

## Carreira internacional
Em julho de 2018, Costa jogou quatro de cinco partidas no Campeonato da Europa de Sub-19, disputado na Finlândia, ajudando Portugal a vencer o torneio pela primeira vez mas falhou a final devido a uma lesão muscular.

## Estatísticas de carreira

### Clube
- Atualizado até 27 de maio de 2023[13]

| Clube             | Temporada         | Liga              | Liga  | Liga  | Taça de Portugal | Taça de Portugal | Taça da Liga | Taça da Liga | Continental | Continental | Outros | Outros | Total | Total |
| Clube             | Temporada         | Divisão           | Jogos | Golos | Jogos            | Golos            | Jogos        | Golos        | Jogos       | Golos       | Jogos  | Golos  | Jogos | Golos |
| ----------------- | ----------------- | ----------------- | ----- | ----- | ---------------- | ---------------- | ------------ | ------------ | ----------- | ----------- | ------ | ------ | ----- | ----- |
| Porto B           | 2017–18           | Segunda Liga      | 32    | 0     | –                | –                | –            | –            | 2           | 0           | –      | –      | 34    | 0     |
| Porto B           | 2018–19           | Segunda Liga      | 17    | 0     | –                | –                | –            | –            | 1           | 0           | –      | –      | 18    | 0     |
| Porto B           | 2020–21           | Segunda Liga      | 2     | 0     | –                | –                | –            | –            | –           | –           | –      | –      | 2     | 0     |
| Porto B           | Total             | Total             | 51    | 0     | –                | –                | –            | –            | 3           | 0           | –      | –      | 54    | 0     |
| Porto             | 2019–20           | Primeira Liga     | 3     | 0     | 7                | 0                | 5            | 0            | 0           | 0           | –      | –      | 15    | 0     |
| Porto             | 2020–21           | Primeira Liga     | 1     | 0     | 6                | 0                | 2            | 0            | 1           | 0           | 0      | 0      | 10    | 0     |
| Porto             | 2021–22           | Primeira Liga     | 33    | 0     | 0                | 0                | 0            | 0            | 10          | 0           | –      | –      | 43    | 0     |
| Porto             | 2022–23           | Primeira Liga     | 33    | 0     | 0                | 0                | 0            | 0            | 8           | 0           | 0      | 0      | 41    | 0     |
| Porto             | Total             | Total             | 70    | 0     | 13               | 0                | 7            | 0            | 19          | 0           | 0      | 0      | 109   | 0     |
| Total de Carreira | Total de Carreira | Total de Carreira | 121   | 0     | 13               | 0                | 7            | 0            | 22          | 0           | 0      | 0      | 163   | 0     |

### Internacional
- Atualizado até 20 de junho de 2023[14]

| Seleção  | Ano   | Jogos | Golos | Assistências |
| -------- | ----- | ----- | ----- | ------------ |
| Portugal | 2021  | 1     | 0     | 0            |
| Portugal | 2022  | 11    | 0     | 0            |
| Portugal | 2023  | 2     | 0     | 0            |
| Total    | Total | 14    | 0     | 0            |

## Honras

### Clube

#### Porto B
- Premier League International Cup: 2017–18[15]

#### Porto Juvenil
- Campeonato Nacional de Juniores: 2015–16[16]
- Liga Jovem da UEFA: 2018-19[6]

#### Porto
- Campeonato Português: 2019–20, 2021–22
- Taça de Portugal: 2019–20[17], 2021–22, 2022–23, 2023–24
- Supertaça Cândido de Oliveira: 2020, 2024
- Taça da Liga: 2022-23

### Internacional

#### Portugal
- Campeonato da Europa de Sub-17 da UEFA: 2016[18]
- Campeonato da Europa de Sub-19 da UEFA: 2018[19]
- Liga das Nações da UEFA: 2024–25

### Individual
- Equipa do torneio do Campeonato da Europa de Sub-17 da UEFA: 2016[20]
- Equipa do torneio do Campeonato da Europa de Sub-19: 2017[21]

### Ordens
- Medalha da Ordem do Mérito[22]

## Vida Pessoal
Desde setembro de 2016, mantém uma relação com Catarina Machado. O casal tem dois filhos: Tomás, nascido a 10 de novembro de 2022 (2 anos), e Matilde, nascida a 15 de janeiro de 2025 (0 anos).